# (11436) 1969 QR
1969 كيو أر (ويعرف أيضًا باسم (11436) 1969 كيو أر وفق تسمية الكوكب الصغير) (بالإنجليزية: 1969 QR)‏ هو كويكب ضمن حزام الكويكبات؛ وترتيبه 11436 من حيث الاكتشاف.
اكتُشف هذا الجُرم الفلكي بواسطة لوبوش كوهوتك في 22 أغسطس 1969.

## وصلات خارجية
- (11436) 1969 QR في قاعدة بيانات مختبر الدفع النفاث لأجرام النظام الشمسي الصغيرة

- الاكتشاف · مخطط المدار ·  العناصر المدارية · المعلمات المادية

- (11436) 1969 QR على موقع ويكي سكاي: DSS2, SDSS, GALEX, IRAS, Hydrogen α, X-Ray, Astrophoto, Sky Map, Articles and images